# بابرويسك
بابروجسك (Бабруйск, Бобруйск) هي مدينة في مقاطعة ماهيلجاو في روسيا البيضاء.
يبلغ عدد سكانها حوالي 218724 نسمة.

## المناخ
يظهر الجدول التالي التغييرات المناخية على مدار السنة لبابرويسك:
| البيانات المناخية لـبابرويسك      | البيانات المناخية لـبابرويسك | البيانات المناخية لـبابرويسك | البيانات المناخية لـبابرويسك | البيانات المناخية لـبابرويسك | البيانات المناخية لـبابرويسك | البيانات المناخية لـبابرويسك | البيانات المناخية لـبابرويسك | البيانات المناخية لـبابرويسك | البيانات المناخية لـبابرويسك | البيانات المناخية لـبابرويسك | البيانات المناخية لـبابرويسك | البيانات المناخية لـبابرويسك | البيانات المناخية لـبابرويسك |
| الشهر                             | يناير                        | فبراير                       | مارس                         | أبريل                        | مايو                         | يونيو                        | يوليو                        | أغسطس                        | سبتمبر                       | أكتوبر                       | نوفمبر                       | ديسمبر                       | المعدل السنوي                |
| --------------------------------- | ---------------------------- | ---------------------------- | ---------------------------- | ---------------------------- | ---------------------------- | ---------------------------- | ---------------------------- | ---------------------------- | ---------------------------- | ---------------------------- | ---------------------------- | ---------------------------- | ---------------------------- |
| الدرجة القصوى °م (°ف)             | 9.9 (49.8)                   | 14.9 (58.8)                  | 20.6 (69.1)                  | 28.6 (83.5)                  | 31.7 (89.1)                  | 34.4 (93.9)                  | 35.3 (95.5)                  | 38.0 (100.4)                 | 31.5 (88.7)                  | 26.1 (79.0)                  | 17.5 (63.5)                  | 12.0 (53.6)                  | 38.0 (100.4)                 |
| متوسط درجة الحرارة الكبرى °م (°ف) | −2.2 (28.0)                  | −1.3 (29.7)                  | 4.3 (39.7)                   | 13.1 (55.6)                  | 19.6 (67.3)                  | 22.2 (72.0)                  | 24.4 (75.9)                  | 23.5 (74.3)                  | 17.5 (63.5)                  | 11.0 (51.8)                  | 3.1 (37.6)                   | −1.2 (29.8)                  | 11.2 (52.2)                  |
| المتوسط اليومي °م (°ف)            | −4.7 (23.5)                  | −4.6 (23.7)                  | 0.1 (32.2)                   | 7.3 (45.1)                   | 13.4 (56.1)                  | 16.4 (61.5)                  | 18.4 (65.1)                  | 17.2 (63.0)                  | 11.9 (53.4)                  | 6.5 (43.7)                   | 0.5 (32.9)                   | −3.6 (25.5)                  | 6.6 (43.9)                   |
| متوسط درجة الحرارة الصغرى °م (°ف) | −7.4 (18.7)                  | −7.8 (18.0)                  | −3.8 (25.2)                  | 1.9 (35.4)                   | 7.1 (44.8)                   | 10.6 (51.1)                  | 12.5 (54.5)                  | 11.4 (52.5)                  | 7.0 (44.6)                   | 2.8 (37.0)                   | −2 (28)                      | −6.1 (21.0)                  | 2.2 (36.0)                   |
| أدنى درجة حرارة °م (°ف)           | −37.4 (−35.3)                | −36 (−33)                    | −29.3 (−20.7)                | −9.7 (14.5)                  | −4 (25)                      | −1.3 (29.7)                  | 3.3 (37.9)                   | 1.0 (33.8)                   | −4.7 (23.5)                  | −12.5 (9.5)                  | −23.8 (−10.8)                | −30.6 (−23.1)                | −37.4 (−35.3)                |
| الهطول مم (إنش)                   | 36 (1.4)                     | 33 (1.3)                     | 38 (1.5)                     | 40 (1.6)                     | 52 (2.0)                     | 86 (3.4)                     | 84 (3.3)                     | 59 (2.3)                     | 55 (2.2)                     | 51 (2.0)                     | 43 (1.7)                     | 42 (1.7)                     | 619 (24.4)                   |
| متوسط الأيام الممطرة              | 7                            | 6                            | 9                            | 12                           | 14                           | 15                           | 15                           | 12                           | 14                           | 13                           | 13                           | 10                           | 140                          |
| متوسط الأيام المثلجة              | 18                           | 17                           | 12                           | 3                            | 0.2                          | 0                            | 0                            | 0                            | 0                            | 2                            | 10                           | 18                           | 80                           |
| متوسط الرطوبة النسبية (%)         | 86                           | 83                           | 78                           | 69                           | 68                           | 73                           | 74                           | 75                           | 80                           | 83                           | 88                           | 88                           | 79                           |
| المصدر: Pogoda.ru.net             |                              |                              |                              |                              |                              |                              |                              |                              |                              |                              |                              |                              |                              |

## توأمة
لبابرويسك اتفاقيات توأمة مع كل من:
- أوسكمان
- أنيني نوي
- داوغافبيلس (8 يونيو 2012 - )
- بوخوف (2005 - )[10]

## أعلام
- فيكتار زايتسو
- أندريه ميخنيفيتش
- غاري فاينرتشوك
- ناتاليا أنوفرينكا
- ماريا بابوفا